# Pago Bay
Pago Bay är en vik i Guam (USA).   Den ligger utanför kommunerna Chalan Pago-Ordot och Yona i den centrala delen av Guam, 7 km sydost om huvudstaden Hagåtña.